# Jean-Pierre Blackburn

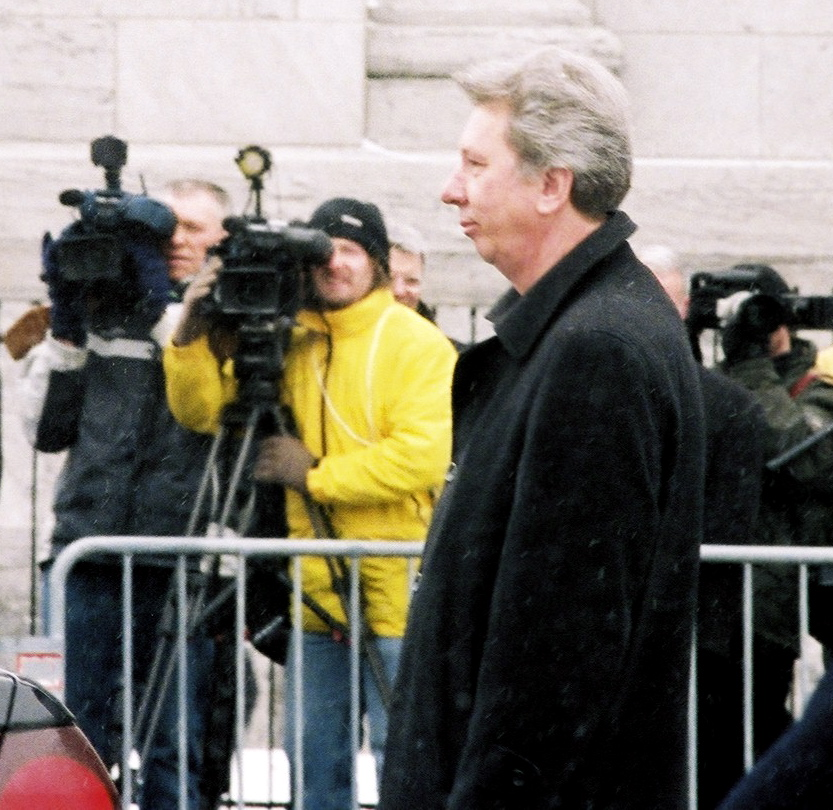
Jean-Pierre Blackburn

Jean-Pierre Blackburn PC (* 6. Juli 1948 in Jonquiere, Québec) ist ein Politiker der Konservativen Partei Kanadas, der zwischen 2006 und 2008 Arbeitsminister, von 2008 bis 2010 Minister für nationale Einkünfte sowie anschließend zwischen 2010 und 2011 Minister für Veteranenangelegenheiten im 28. kanadischen Kabinett von Premierminister Stephen Harper war.

## Leben

### Lehrer und Unterhausabgeordneter
Blackburn war als Lehrer an einem Community College sowie als Wirtschaftsmanager tätig.
Seine Laufbahn in der Bundespolitik begann er als Kandidat der Konservativen Partei, als er bei der Wahl vom 4. September 1984 erstmals zum Abgeordneten in das Unterhaus gewählt wurde und dort bis zu seiner Niederlage bei der Wahl vom 25. Oktober 1993 den Québecer Wahlkreis Jonquière vertrat. 
Während seiner Parlamentszugehörigkeit war er zwischen dem 5. November 1974 und dem 28. August 1986 sowohl Vize-Vorsitzender des Ständigen Ausschusses für Arbeit, Beschäftigung und Einwanderung als auch zeitgleich des Ständigen Ausschusses für Geschäftsordnung und Organisation. Später war er vom 3. April 1993 bis zum 12. Mai 1991 Vorsitzender des Ständigen Ausschusses für Arbeit, Beschäftigung und Einwanderung sowie Vorsitzender der Unterausschüsse für Einwanderung sowie für Arbeit und Beschäftigung. Danach fungierte er zwischen dem 13. Mai 1991 und dem 8. September 1993 als Vize-Vorsitzender des Ständigen Ausschusses für öffentliche Konten.
Kurz zuvor übernahm Blackburn am 1. September 1993 sein erstes Regierungsamt und fungierte knapp sechs Wochen bis zum 26. Oktober 1993 als Parlamentarischer Sekretär des Ministers für Nationale Verteidigung.

### Bundesminister und UNESCO-Botschafter
Bei der Wahl vom 23. Januar 2006 wurde Blackburn im Wahlkreis Jonquière-Alma wieder zum Abgeordneten in das Unterhaus gewählt und gehörte diesem bis zu seiner neuerlichen Wahlniederlage bei der Unterhauswahl am 2. Mai 2011 an.
Kurz nach der Wahl wurde er am 6. Februar 2006 von Premierminister Stephen Harper als Arbeitsminister in das 28. Kabinett Kanadas berufen und bekleidete dieses Ministeramt bis zum 29. Oktober 2008. Zeitgleich war er als Minister der Kanadischen Entwicklungsagentur für die Regionen von Québec zuständig.
Nach einer Kabinettsumbildung fungierte Blackburn vom 30. Oktober 2008 bis zum 18. Januar 2010 als Minister für nationale Einkünfte sowie im Anschluss nach einer neuerlichen Regierungsumbildung zwischen dem 19. Januar 2010 und dem 17. November 2011 als Minister für Veteranenangelegenheiten im Kabinett Harper. Zugleich war er vom 30. Oktober 2008 bis zum 17. Mai 2011 Staatsminister für Landwirtschaft und damit Vertreter des Ministers für Landwirtschaft und Lebensmittel, Gerry Ritz. Am 23. Februar 2010 geriet er in die Schlagzeilen, als er beim Einsteigen in ein Flugzeug am Flughafen Ottawa eine Flasche Tequila mit an Bord nehmen wollte, und damit gegen die Sicherheitsbestimmungen von Transport Canada verstieß.
Einige Monate nach seinem Ausscheiden aus Unterhaus und Regierung wurde Blackburn im Dezember 2011 von Premierminister Harper im Range eines Botschafters zum Leiter der Ständigen Vertretung Kanadas bei der UNESCO in Paris ernannt.